# Adam Smulikowski
Adam Smulikowski, ps. „Kotwicz” (ur. 21 października 1906 we Lwowie, zm. 28 czerwca 1989) – nauczyciel, działacz związkowy, w czasie II Wojny Światowej dowódca odcinka „Południe” łączności zagranicznej Komendy Głównej Związku Walki Zbrojnej – Armii Krajowej, w okresie 1939–1943 kurier ZWZ/AK oraz pracownik bazy „Wera” w Bernie w Szwajcarii.

## Życiorys
Urodził się we Lwowie 21 października 1906 jako syn Juliana Smulikowskiego i Marii z domu Surówka. Jako dwunastoletni chłopak brał udział (wraz ze swym ojcem) w obronie Lwowa w latach 1918-1920, jako jedno z Orląt Lwowskich – był gońcem komendy obrony miasta. Otrzymał odznakę „Orlęta”. W niepodległej Polsce uczył się najpierw w gimnazjum w Warszawie, później w Gimnazjum im. J. i A. Śniadeckich we Lwowie. Zaczynał studia na Uniwersytecie Lwowskim i Politechnice Lwowskiej, po czym skończył studium nauczycielskie w 1926. Pracował później w jednej ze szkół warszawskich i jako referent w Zarządzie Głównym ZNP.
Podczas II Wojny Światowej zmobilizowany został do Armii „Modlin”, walczył w kampanii wrześniowej w obronie Warszawy. Do armii podziemnej wstąpił 8 listopada 1939. Początkowo od grudnia 1939 do czerwca 1941 był kurierem ZWZ na Węgry, później, jako dowódca odcinka „Południe” w dziale łączności z zagranicą „Zagroda”, a następnie (na przełomie lat 1942/1943) po jego poszukiwaniach przez Gestapo, otrzymał rozkaz udania się do Wielkiej Brytanii w celu szkolenia skoczków spadochronowych. Podczas drogi przez Austrię, Szwajcarię, Francję, Hiszpanię i Portugalię został powstrzymany przez dowództwo w Szwajcarii, w bazie „Wera” w Bernie i tam pozostał do końca wojny, organizując łączność kurierską z krajem. Między innymi przeprowadzał przez Szwajcarię Jana Nowaka-Jeziorańskiego podczas jego podróży po Powstaniu Warszawskim z meldunkiem do Londynu.
Po wojnie, jako były pracownik Wydziału Łączności z Zagranicą KG-AK zagrożony aresztowaniem przez Urząd Bezpieczeństwa pozostał w Wielkiej Brytanii, skąd powrócił do Polski w 1975 roku. Uczestniczył w I Zjeździe Kurierów i Emisariuszy w Krakowie. Zmarł w Warszawie 26 czerwca 1989 roku.

## Odznaczenia
- Odznaka pamiątkowa „Orlęta”[1]
- Order Virtuti Militari V klasy[8]
- Krzyż Walecznych[1][8]